# 1. kniha Samuelova
1. kniha Samuelova, hebrejsky  שמואל א Šmu'el alef, je jednou z knih Starého zákona. Řecká Septuaginta ji nazývá Βασιλειῶν Αʹ (basileión 1 - „1. kniha království“); 2. kniha království odpovídá 2. knize Samuelově, zatímco 3. a 4. odpovídají 1. a 2. knize královské. Zatímco křesťané tuto knihu řadí mezi knihy historické, Židé ji počítají mezi knihy prorocké, neboť za jejího autora je tradičně považován prorok Samuel. Podle něj také dostala tato kniha jméno, i když Samuel není jedinou ani hlavní postavou vyprávění.
Je třetí z knih tzv. deuteronomistické dějepisné dílo. Spolu s ostatními knihami tohoto celku pojednává o dějinách Izraelského národa. Vznik knihy se datuje stejně jako vznik ostatních knih deuteronomistického komplexu do druhé poloviny 6. století př. n. l.
Kniha navazuje volně na knihu Soudců a popisuje dějiny izraelského národa před vznikem monarchie a za prvních dnů prvního izraelského krále Saula. Autoři zpracovávají četné starší materiály a zapracovávají je do jednotného vyprávění. Kniha obsahuje následující události:
1. Narození a povolání proroka Samuela (1–3)
2. Boj s Pelištejci o archu úmluvy (4–6)
3. Povolání a pomazání Saula za krále (7–10)
4. Saulovy podniky (11–15)
5. Vzestup mladého Davida a jeho boj se Saulem (16–27)
6. Saulova smrt (28–31)

Z historického hlediska zpracovává 1. kniha Samuelova události odehrávající se přibližně v 2. polovině 11. století př. n. l. Kromě deuteronomistické kritiky monarchie a krále a dalších témat typických pro tuto písařskou školu se autoři zaměřují na osobu krále Davida a na legitimaci jeho nároku na trůn.